# Chryseutria amphibola
Chryseutria amphibola là một loài ruồi trong họ Asilidae. Chryseutria amphibola được Clements miêu tả năm 1985. Loài này phân bố ở miền Australasia.